# Charles P. Slichter

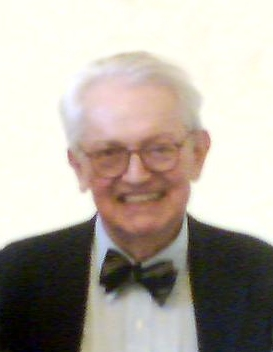
Slichter 2006

Charles Pence Slichter (* 21. Januar 1924 in Ithaca, New York; † 19. Februar 2018) war ein US-amerikanischer Festkörper-Physiker.

## Leben
Slichter studierte an der Harvard University (Bachelor-Abschluss 1946, Master 1947), wo er unter anderem bei John H. van Vleck (mit dem Slichters Eltern befreundet waren) studierte und 1949 mit einer Arbeit über Elektronenspinresonanz bei Edward Purcell promoviert wurde („A study of microwave absorption in paramagnetic solids“). Während des Zweiten Weltkriegs arbeitete er am Forschungslabor für Unterwasser-Explosionen in Woods Hole. Nach der Promotion wurde er 1949 Instructor an der University of Illinois, wo er 1951 Assistant Professor, 1954 Associate Professor und 1955 voller Professor wurde (ab 1968 Center for Advanced Study Professor). 1986 wurde er auch Professor für Chemie. 1996 emeritierte er, war danach aber weiter in der Forschung aktiv. An der University of Illinois hatte er mehr als 60 Doktoranden.
Slichter ist insbesondere für seine Forschungen zur Kernspinresonanzspektroskopie (Nuclear Magnetic Resonance, NMR) mit Anwendung auf Untersuchungen in der Festkörperphysik bekannt: Bestätigung der BCS-Theorie (Pairing-Nachweis mit Hebel), Hochtemperatursupraleiter (ebenfalls Pairing-Nachweis und d-Zustands-Anteile zusätzlich zu s-Zustand der Elektronenpaare), Ladungsdichtewellen (Charge Density Waves), Kondo-Effekt, Oberflächenphysik und anderes, sowie Untersuchungen zur chemischen Physik. Er bestätigte als erster mit Thomas Carver 1953 den Overhauser-Effekt und führte mit Carver das erste Experiment zur Elektron-Kern-Doppelresonanz (ENDOR) aus. Er maß als erster mit Schumacher die Suszeptibilität beim Pauli-Paramagnetismus von Leitungselektronen in Metallen und ist mit Gutowsky und McCall Entdecker der J-Kopplung in Molekülen. Slichter entwickelte eine phasensensitive Detektionsmethode hoher Empfindlichkeit mit gepulster NMR.
Neben experimentalphysikalischen Arbeiten veröffentlichte er auch rein theoretische Arbeiten (z. B. Theorie der chemischen Verschiebung in Fluor).
Sein Vater Sumner Slichter (1892–1959) war Professor für Wirtschaftswissenschaften in Harvard. Sein Großvater Charles Sumner Slichter (1864–1946) war ebenfalls ein bekannter Physiker an der University of Wisconsin und entwickelte unter anderem ein Verfahren zur Messung der Geschwindigkeit von Grundwasserströmungen. Slichters Bruder war der Manager der Bell Labs William P. Slichter; sein Sohn Jacob Slichter (* 1961) ist Rock-Schlagzeuger.

## Ehrungen
Slichter war seit 1967 Mitglied der National Academy of Sciences und seit 1969 Mitglied der American Academy of Arts and Sciences und der American Philosophical Society. 1969 erhielt er den Langmuir-Preis der APS für chemische Physik, 1986 den Triennal Prize der International Society of Magnetic Resonance (ISMAR), 1993 den Comstock-Preis für Physik, 1996 den Oliver E. Buckley Preis der APS und 1993 den Preis des DOE für herausragende Leistungen in der Festkörperphysik. 2007 erhielt er die National Medal of Science. Er war Ehrendoktor der University of Waterloo (1993), Harvard (in Jura 1996) und der Universität Leipzig (2010). 1955 bis 1961 war er Alfred P. Sloan Fellow. Er war Mitglied der JASON Defense Advisory Group. 1976 bis 1984 war er mit Rat der National Science Foundation und 1970 bis 1995 Mitglied der Harvard Corporation (die die Harvard-Universität leitet).

## Schriften
- Principles of Magnetic Resonance. 3. Auflage, Springer 1990 (zuerst Harper and Row 1964)